# Provincia di Chincheros
La provincia di Chincheros è una provincia del Perù nella regione di Apurímac. Ha come capoluogo la città omonima.

## Geografia antropica

### Suddivisioni amministrative
La provincia di Chincheros comprende 8 distretti:
- Chincheros
- Anco-Huallo
- Cocharcas
- Huaccana
- Ocobamba
- Ongoy
- Uranmarca
- Ranracancha